# Semión Timoshenko
Semión Konstantínovich Timoshenko (en ruso: Семён Константи́нович Тимоше́нкo; *6 de febrerojul./ 18 de febrero de 1895greg.-31 de marzo de 1970) fue un destacado comandante y el oficial de mayor graduación del Ejército Rojo al momento de la invasión alemana a la URSS en 1941.

## Biografía

### Infancia y juventud
Nació en la villa de Furmánivka, en la actual región de Odessa, Ucrania, hijo de un campesino sin tierras. Su educación fue muy escasa. Durante la Primera Guerra Mundial fue reclutado por el Ejército del Imperio ruso (1915), y sirvió en el cuerpo de caballería en el frente oriental. 
Al inicio de la Revolución rusa se unió al Ejército Rojo en 1918 y al Partido Bolchevique en 1919. Combatió en distintos frentes durante la guerra civil rusa, destacándose tan notablemente como para ser nombrado, con veintitrés años, comandante de una división de caballería. Uno de sus encuentros más importantes ocurrió en la ciudad de Tsaritsyn (rebautizada posteriormente como Stalingrado), donde conoció y se hizo amigo de Iósif Stalin. Esto le sirvió para sus ascensos, una vez que Stalin se hizo con el poder dentro del Partido Comunista de la Unión Soviética (PCUS) a finales de la década de 1920.
Entre 1920 y 1921 estuvo bajo el mando de Semión Budionni, junto con el cual formó la élite que dominó el Ejército hasta la Segunda Guerra Mundial. Al final de la guerra ruso-polaca Timoshenko fue designado comandante en jefe de la Caballería del Ejército (1925-1930), siendo reubicado como jefe de las unidades de Bielorrusia (1933), Kiev (1935), norte del Cáucaso y Járkov (1937) y nuevamente Kiev en 1938. En 1939 estaba al comando del frente oriental que realizó la invasión a Polonia. Posteriormente entró a formar parte del Comité Central del PCUS, y por ser un leal amigo de Stalin, no sufrió peligro durante la Gran Purga a pesar de defender la eliminación de los comisarios políticos del ejército como su conmilitón y víctima de las purgas, Tujachevski.

### Segunda Guerra Mundial
En enero de 1940, se hizo cargo de las Fuerzas Armadas soviéticas que combatían en la guerra de Invierno contra Finlandia. Esta había comenzado en noviembre del año anterior bajo el desastroso mando de Kliment Voroshílov. Bajo la autoridad de Timoshenko, las tropas fueron capaces de sobrepasar la llamada «Línea Mannerheim» y ocupar el istmo de Carelia. Esto provocó la firma del Tratado de Moscú. Obtuvo un gran prestigio con estos logros, siendo designado comisario del Pueblo para la Defensa y mariscal de la Unión Soviética.
Pese a ser muy competente, su esquema tradicionalista no le permitía considerar como una necesidad urgente la modernización del ejército si, con el tiempo, se enfrentaban en una guerra contra la Alemania nazi. Pero contrariando la opinión de otros comandantes aún más conservadores, inició la mecanización de la «caballería roja», apoyando la producción de más tanques. También reintrodujo buena parte de la dura y tradicional disciplina zarista dentro de las Fuerzas Armadas.
Cuando los alemanes invadieron la Unión Soviética en junio de 1941, Stalin asumió personalmente la Comisaría para la Defensa, envió a Timoshenko a dirigir el Grupo de Ejércitos Centro, que sostenía la defensa del frente alrededor de Smolensk. Sufrió grandes bajas durante la retirada, con el fin de retrasar el ataque alemán a Moscú, lo que permitió mejorar las defensas de la capital. En diciembre fue transferido al frente ucraniano, donde el Ejército había sufrido millón y medio de bajas en la bolsa de Kiev. Aquí pudo estabilizar el frente.
En mayo de 1942, Timoshenko en compañía de 640 000 hombres lanzó la contraofensiva en Járkov, el primer intento soviético para ganar la iniciativa de la guerra. Después de algunos logros iniciales, los alemanes contraatacaron por su flanco sur y detuvieron la ofensiva. A pesar de que sus logros retrasaron la intervención alemana sobre Stalingrado, tuvo que aceptar las responsabilidades políticas que se le achacaron. La exitosa defensa de Zhúkov en Moscú persuadió a Stalin de contar con un mejor general. Retirado del mando principal, Timoshenko tuvo que encargarse de los frentes de Stalingrado (1942), nororiental (octubre de 1942), Leningrado (junio de 1943), Cáucaso (junio de 1944) y Báltico (agosto de 1944).
Respecto a la organización del Ejército, logró que Stalin volviese a instaurar los rangos en la oficialidad y el saludo militar, con lo que trató de mejorar el trato entre oficiales y soldados en el Ejército.

### Posguerra
Después de la guerra, fue designado comandante del Ejército Rojo en Bielorrusia en marzo de 1946; en seguida comanda el del Sur de los Urales, en junio del mismo año y nuevamente, el de Bielorrusia en marzo de 1949. En 1960 fue designado inspector general del Ministerio de Defensa, un puesto prácticamente honorífico.
Timoshenko fue galardonado dos veces con el título de «héroe de la Unión Soviética» (en 1940 y 1965), al igual que con la Orden de la Victoria (en 1945). Obtuvo asimismo cinco veces la Orden de Lenin y en una ocasión, se le impuso la Orden de la Revolución de Octubre. Además, en  tres oportunidades, recibió la Orden de Suvórov.
Falleció en 1970, y sus restos fueron sepultados en la Necrópolis de la Muralla del Kremlin de Moscú.

## Menciones
- Semión Timoshenko aparece mencionado por Primo Levi en su libro autobiográfico La tregua. Timoshenko aparece para visitar a los supervivientes de Auschwitz en Starye Dorogi e informarles de que pronto serían repatriados. Levi lo describe como "un hombre altísimo, corpulento, rubicundo [···] un mariscal".[2]